# Rudolf Mokry

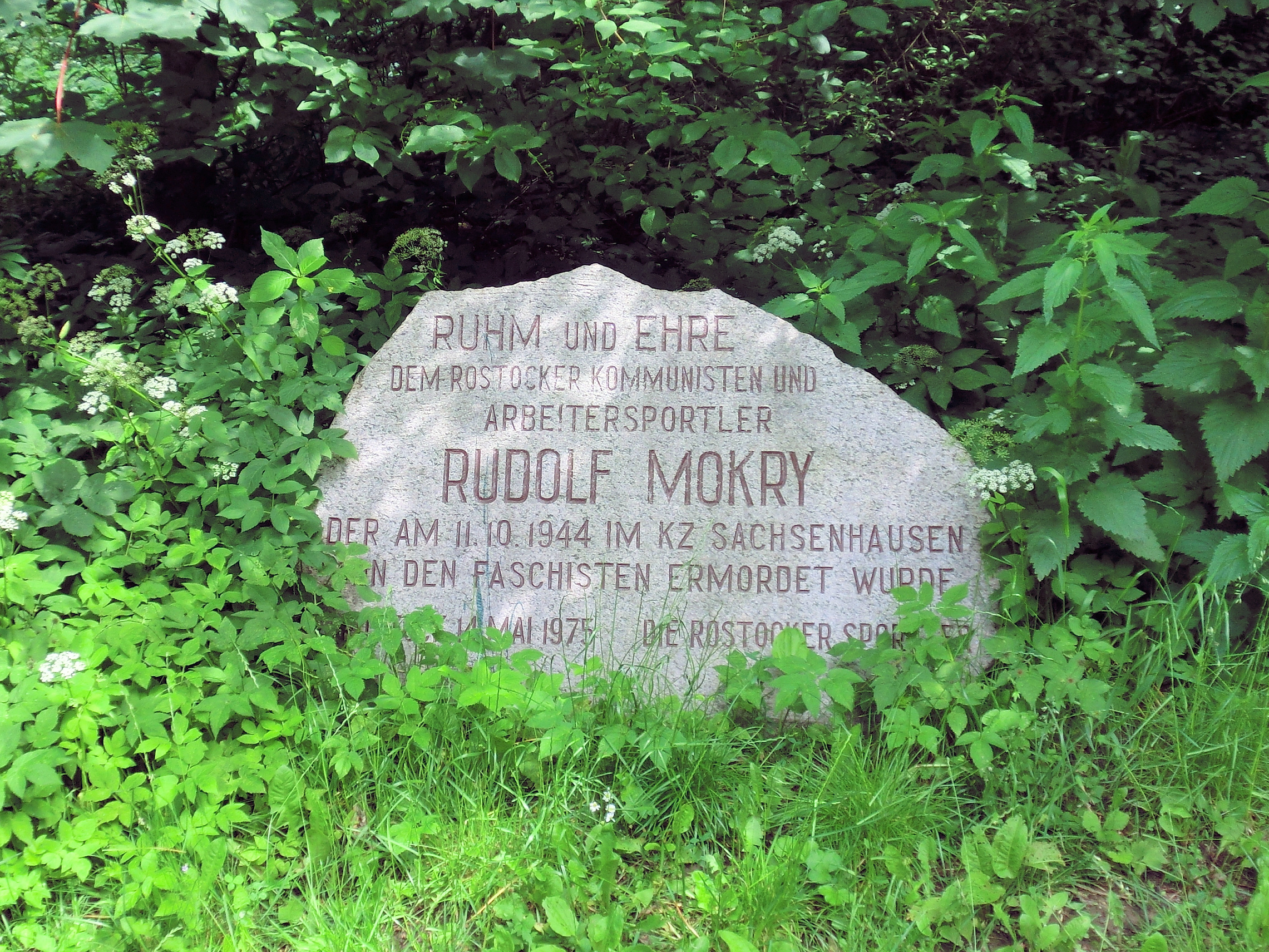
Gedenkstein in Rostock

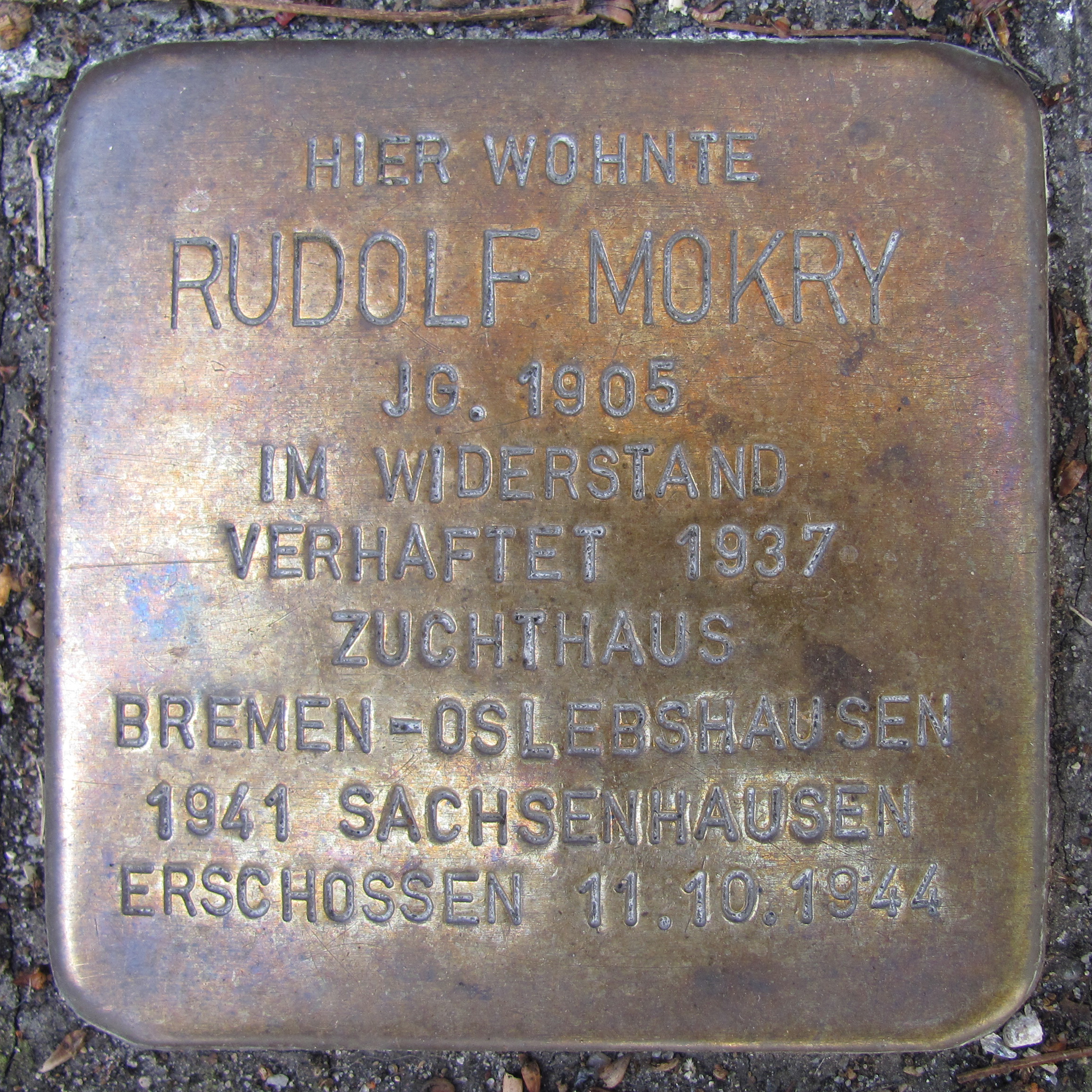
Stolperstein in Hamburg-Wilhelmsburg

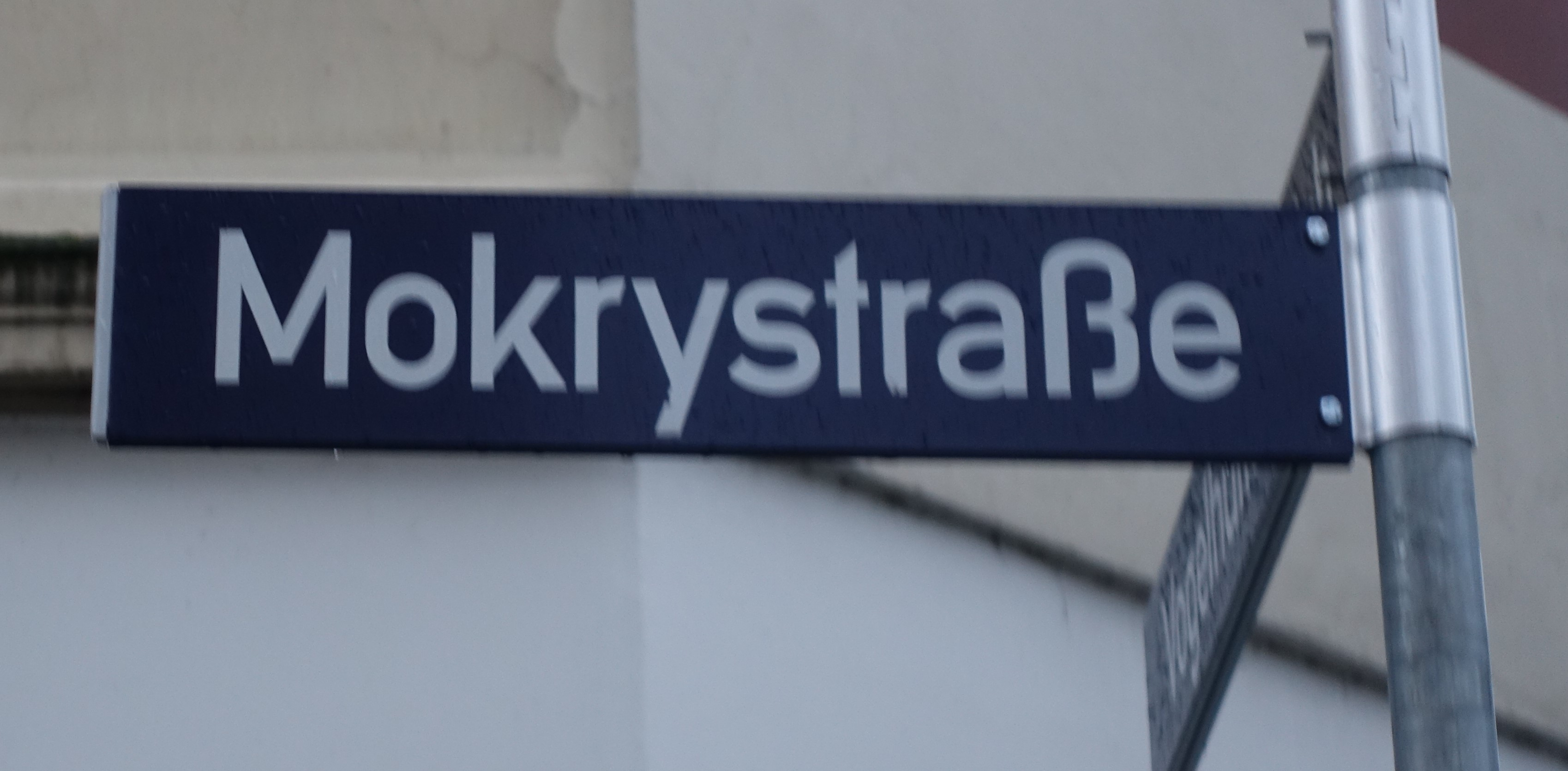
Straßenschild zu Rudolf Mokry in Hamburg-Wilhelmsburg

Rudolf Mokry (*  24. April 1905 in Klockow; † 11. Oktober 1944 im KZ Sachsenhausen) war ein deutscher Schlosser, Sportler, Kommunist und Widerstandskämpfer.

## Leben
Mokry wuchs in Rostock auf. Hier besuchte er die Altstädtische Schule. Der Vater arbeitete als Schmied und die Mutter war als Köchin tätig. Er schloss sich der Kindergruppe des Rostocker Arbeiter-Turnvereins an. Mit 14 Jahren wechselte er zum Arbeiter-Athletenverein. Besonders das Ringen gefiel ihm, aber er trainierte auch Schwimmen und Geräteturnen als Ausgleichssport. Er begann eine Lehre als Schmied. Daneben betrieb er aktiv Sport und nahm nach Feierabend am Aufbau des Arbeitersportstadions teil, des heutigen Volksstadions. Die Wirtschaftskrise zwang ihn, Rostock zu verlassen, seine neue Heimat wurde Hamburg-Wilhelmsburg. In Hamburg fand er 1927 Arbeit als Schlosser und trat dem Arbeiter-Sportverein „Fichte“ in Hamburg-Neuhof bei. Dort nahm er am Kampf gegen das NS-Regime teil. 1933 erstmals in Lüneburg inhaftiert, baute er 1935 eine antifaschistische Jugendgruppe auf, der junge Kommunisten, Sozialdemokraten, jüdische Jugendliche und Christen angehörten. Bei Wanderungen in die Nordheide vermittelte er diesen auch die Kampfsporttechnik des Ju-Jutsu als Abwehrtechnik gegen Übergriffe der Hitlerjugend und SA. 1936 kam er nach erneuter Verhaftung noch einmal frei, wurde dann am 22. April 1937 wegen Hochverrates zu sechs Jahren Zuchthaus verurteilt. Er verbüßte die Strafe in Bremen-Oslebshausen. Am 22. Oktober 1941 wurden seine Entlassungspapiere ausgestellt. Aber statt die Freiheit zu erlangen, wurde er in das KZ Sachsenhausen überstellt. Dort gehörte er dem illegalen Lagerkomitee an. Er zeigte Solidarität mit polnischen Häftlichen, die er mit Brotrationen und Informationen versorgte.  Am 11. Oktober 1944 wurde Mokry zusammen mit drei Franzosen und 23 Deutschen, darunter auch Mathias Thesen, ermordet.
In Rostock erinnert ein Gedenkstein im Barnstorfer Wald an Rudolf Mokry. In Hamburg-Wilhelmsburg wurde 1989 auf Initiative der Deutschen Kommunistischen Partei Wilhelmsburg ein Teil der Industriestraße in Mokrystraße umbenannt, zudem wurde auf Initiative des Vereins „Für ein Soziales Wilhelmsburg“ 2013 in der Straße Otterhaken 5 ein Stolperstein verlegt. In Rostock wurde 1988 ein Handball-Turnier der Betriebssportgemeinschaft Pädagogik zu Ehren Rudolf Mokrys mit Wimpel durchgeführt.